# Jeronimo de Haze de Georgio

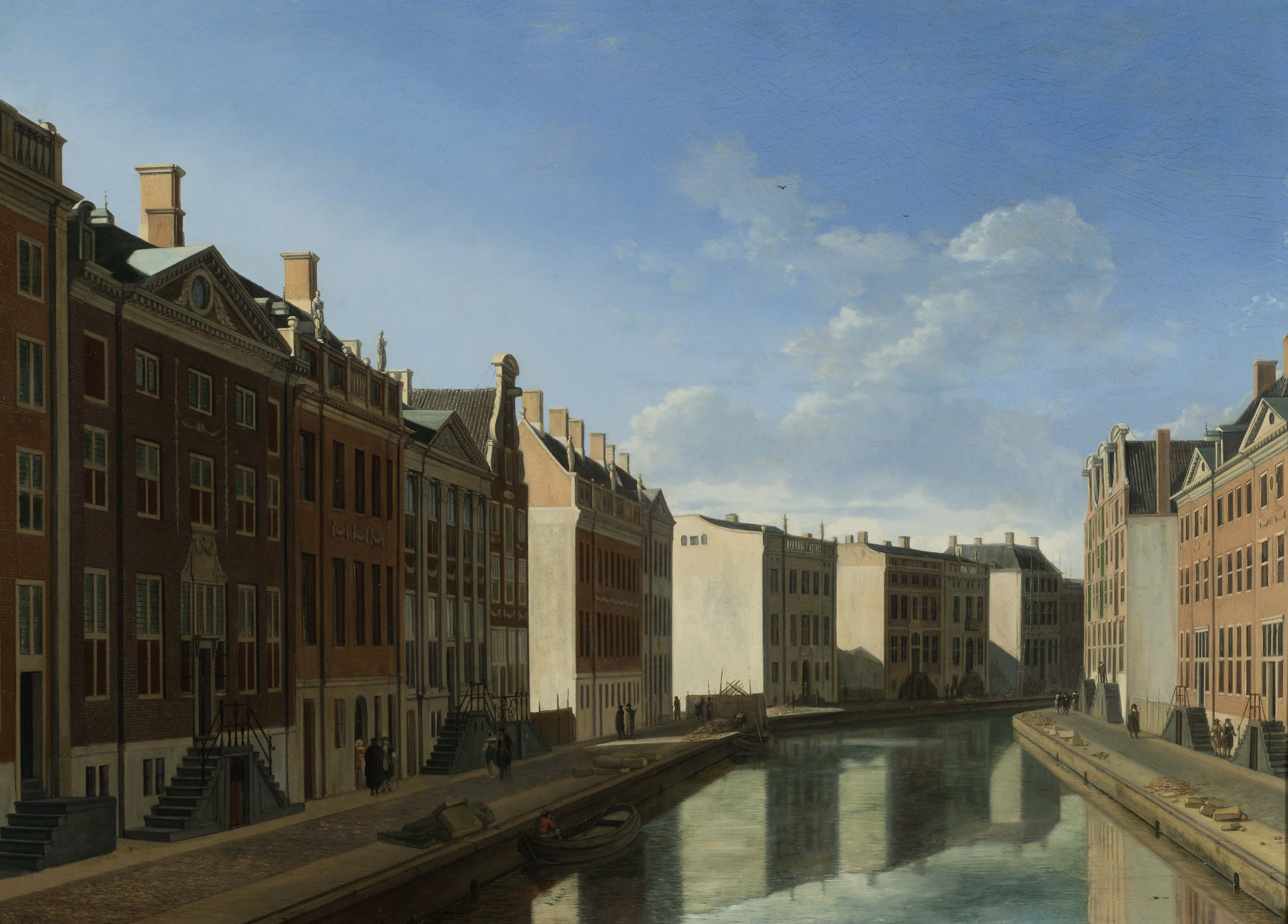
De Hazes Stadthaus in der Gouden Bocht, dem vornehmsten Teil der Amsterdamer Herengracht, gemalt von Gerrit Berckheyde

Jeronimo de Haze de Georgio, Herr von Stabroek (* 1651 in Amsterdam; † 19. Juli 1725 ebenda) war zwischen 1695 und 1717 zwölfmal Bürgermeister von Amsterdam.

## Biographie

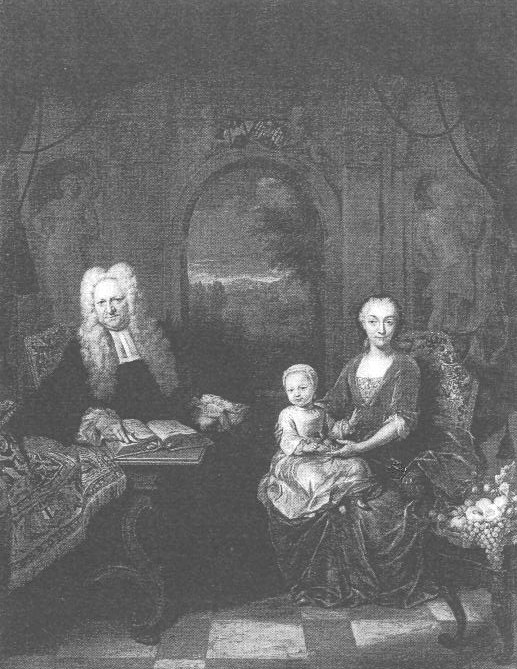
De Hazes Nichte Anna de Haze mit ihrem zweiten Ehemann Lieve Geelvinck und einem Kleinkind, gemalt im Jahre 1733 durch J.M. Quinckhard

Unterartikel: Regent von Amsterdam
De Haze ist der Name einer ursprünglich aus Flandern entstammenden Patrizierfamilie, die sich Ende des 16. Jahrhunderts in Amsterdam ansiedelte. Sein Vater, ebenfalls mit Vornamen Jeronimo, hinterließ ihm ein prächtiges Stadthaus in der Amsterdamer Herengracht, das De Arent genannt wird, und durch Philips Vingboons geplant wurde. Selbst Zar Peter der Große ließ sich von diesem Gebäude zum Bau seines Sommerhauses an der Newa inspirieren.
Über den Politiker De Haze ist nur weniges bekannt; so war er neben seiner Position als Stadtregent auch Präsident der Niederländischen Ostindien-Kompanie (VOC) sowie der Niederländischen Westindien-Kompanie (WIC). Im Jahre 1710 kaufte sich Jeronimo de Haze aus den Händen eines Utrechter Bürgermeisters die Hohe und Freie Herrlichkeit von Mijnden sowie die Herrschaftsrechte von Loosdrecht. Nach seinem im Jahre 1725 erfolgten Tod vererbte der kinderlos gebliebene De Haze sein Vermögen von annähernd dreieinhalb Millionen Gulden sowie seine adeligen Titel an seine Nichte Anna de Haze.
| Vorgänger                 | Amt | Nachfolger               |
| ------------------------- | --- | ------------------------ |
| Bürgermeister von Utrecht | Herr der Hohen und Freien Herrlichkeit von Mijnden und Herr der beiden Loosdrechten 1710–1725                                     | Anna de Haze             |
| Johann van Waveren Hudde  | Regent und Bürgermeister von Amsterdam 1695–1717, zusammen mit Joan Corver (1681–1715) und Gerbrand Michielsz Pancras (1702–1721) | Jan Trip van Berckenrode |

| Personendaten    | Personendaten                |
| ---------------- | ---------------------------- |
| NAME             | Haze de Georgio, Jeronimo de |
| ALTERNATIVNAMEN  | Haze, Jeronimo de            |
| KURZBESCHREIBUNG | Bürgermeister von Amsterdam  |
| GEBURTSDATUM     | 1651                         |
| GEBURTSORT       | Amsterdam                    |
| STERBEDATUM      | 19. Juli 1725                |
| STERBEORT        | Amsterdam                    |